# Raffaele Belliazzi

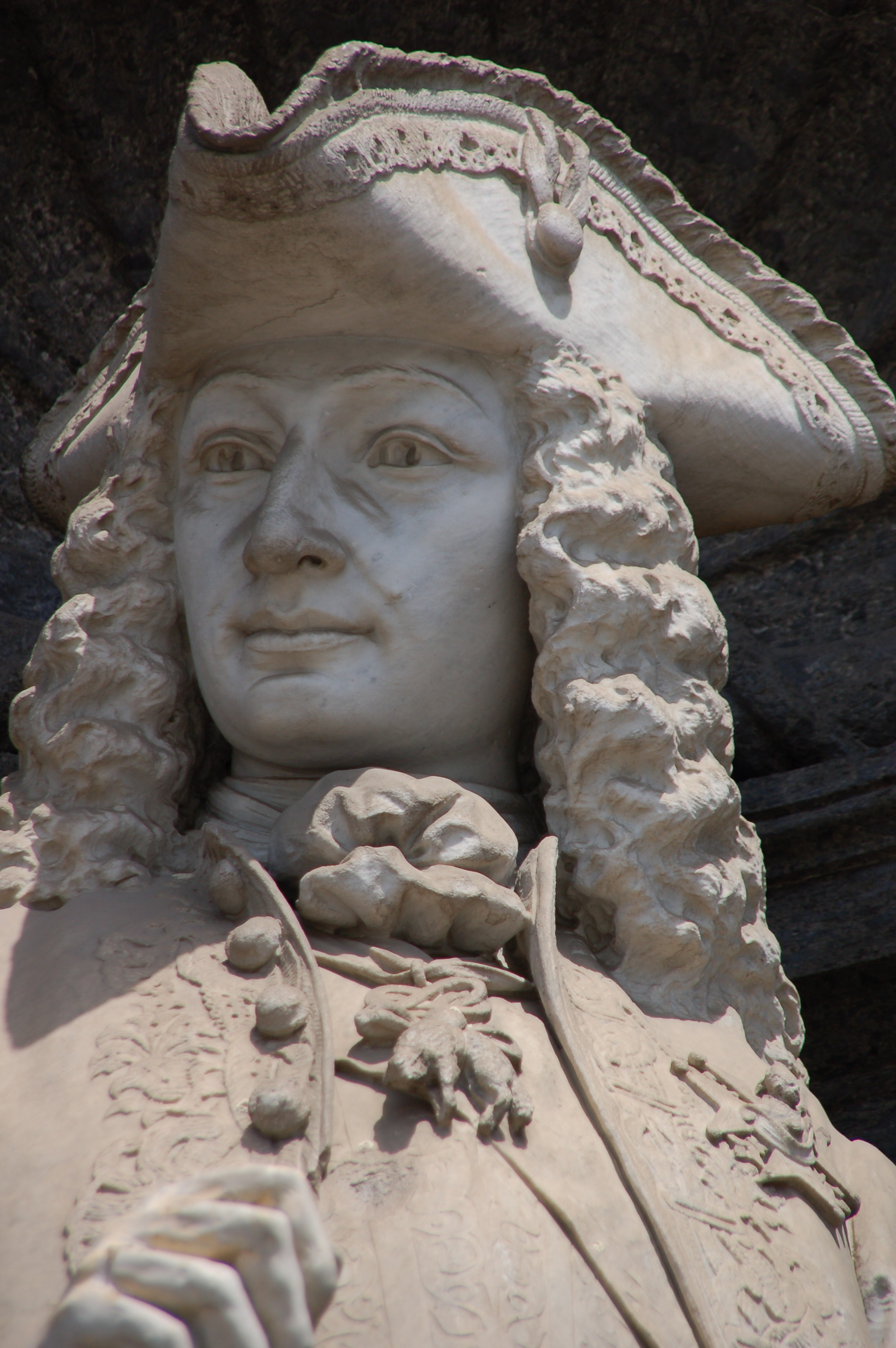
Palazzo Reale di Napoli - Carlo III di Borbone.

Raffaele Belliazzi (Napoli, 9 dicembre 1835 – Napoli, 23 maggio 1917) è stato uno scultore italiano.

## Biografia
Nella bottega paterna imparò a modellare decorazioni architettoniche, per ricevere più tardi una vera e propria formazione nell'arte della scultura da Tommaso Solari a Napoli, anche se preferì seguire gli stili di Alfonso Balzico e Stanislao Lista.
Completò una delle statue del re Carlo III di Spagna che si trovano sulla facciata del Palazzo reale di Napoli. Nel 1869 a Napoli e nel 1870 a Parma espose una Pinzochera in terracotta, per la quale ricevette una medaglia d'argento.
Nel 1872 a Milano espose una Primavera, che aveva caratteristiche di genere e raffigurava contadini napoletani.
Nel 1873 a Vienna presentò una scultura molto espressiva, chiamata Orfanella. 
Per altri lavori, ottenne una medaglia d'oro all'Esposizione di Firenze del 1874, mentre all'Esposizione di Napoli del 1877 portò il Riposo del pastore e L'avvicinarsi della procella. 
Tale gruppo scultoreo venne presentato in vari eventi: all'Esposizione di Napoli e alla Mostra di Monaco del 1880 vinse il primo premio e all'esposizione mondiale di Parigi nel 1878 ricevette la medaglia d'oro. 
Il governo italiano gli conferì il titolo di Cavaliere nell'Ordine della Corona d'Italia.
Alla Mostra del 1880 di Torino, espose una statuetta intitolata Pollo commesso.
Alla Mostra nazionale di Milano e alla Promotrice di Napoli, presentò una scultura in bronzo chiamata Rigido marzo.
Dal 1895 al 1912 fu professore di decorazione ornamentale all'Accademia di Belle Arti di Napoli.

## Caratteristiche artistiche
Fu uno dei principali esponenti dei caratteri formali e delle estremità espressive del Verismo del Sud Italia: attraverso l'osservazione di immagini e scene della vita quotidiana, riuscì a raggiungere un realismo molto spiccato che si riscontra soprattutto nella grande cura dei dettagli.
Grazie a tale abilità riuscì a rendere le proprie opere armoniose, nonostante spesso esprimessero situazioni o personaggi sgraziati, anche grazie alle particolarità che l'uso della creta dava alle opere, manifestando un aspetto differente da quello che il marmo dà alle sculture.

## Opere
1. La Pinzochera: un'opera in terracotta esposta a Napoli nel 1869.
2. La Primavera: esposta a Milano nel 1872, acquistata dal re d'Italia.
3. L'Orfanella: presentata a Vienna nel 1873 , opera verista.
4. Pastorello Dormiente: nel 1877 fu esposto all'esposizione d'arte di Napoli, acquistata dallo Stato. Fu l'opera che incrementò il successo dell'autore durante la sua epoca.
5. L'Avvicinarsi della Procella: esposta nel Museo di Capodimonte la cui copia fu esposta nel museo di Monaco di Baviera, nel 1901.
6. Busti di Severo ed Eusebio: situati alla facciata del Duomo della città di Napoli.
7. Pier delle Vigne e il medico Marco Aurelio: situata all'Università di Napoli.
8. Testa di vecchio: situato nella galleria civica d'arte moderna di Torino.